# 兰棱站
兰棱站，位于中华人民共和国黑龙江省哈尔滨市双城区兰棱街道，是京哈铁路上的火车站，建于1904年，由哈尔滨铁路局管辖。

## 車站周邊
- 兰棱镇人民政府
- 兰陵一中

## 歷史
- 建于1904年。

## 外部連結
- 维基共享资源上的相關多媒體資源：兰棱站